# Laboratori S.T.A.R.
I Laboratori S.T.A.R. sono dei laboratori di ricerca, ed un'organizzazione dei fumetti che compare nei titoli pubblicati dalla DC Comics. Comparvero per la prima volta in Superman vol. 1 n. 246 (dicembre 1971), e furono creati da Cary Bates e Rich Blucker.

## Storia di pubblicazione
I Laboratori S.T.A.R. furono introdotti in Superman vol. 1 n. 246 (dicembre 1971). Nei fumetti di Superman, il Professor Hamilton lavorò lì, e il Dr. Kitty Faulkner, anche noto come la supereroina Rampage, vi lavora tutt'oggi. La filiale di Metropolis compare durante una battaglia ed è un punto fondamentale in Armageddon 2001. In Teen Titans, i genitori di Cyborg, Silas ed Eleanor Stone, e il suo vecchio amore, Dr. Sarah Charles, lavoravano tutti ai Laboratori S.T.A.R. Impiegati passati dei Laboratori S.T.A.R. furono Murray Takamoto, Dr. Janet Klyburn e il Dr. Albert Michaels (il primo Atomic Skull). La miniserie S.T.A.R. Corps del 1993 vedeva protagonista un gruppo di super umani che ottennero inavvertitamente i loro super poteri durante un esperimento dei Laboratori. I Laboratori compaiono anche nella miniserie del 1996 The Final Night. Quando un inverno esterno minaccia il mondo, grazie al Mangiatore di Soli, i Laboratori S.T.A.R. mantennero le loro pagine web aggiornate con incoraggiamenti e informazioni varie correlate all'emergenza. Le filiali di San Francisco e del Montana giocarono un ruolo importante nella storia presente in Justice League of America n. da 110 a 114 (2005). 52 Aftermath: The Four Horsemen n. 1 (ottobre 2007) mostrò le loro operazioni di soccorso al lavoro, fianco a fianco con la Waynetech, nei resti devastati del paese del Bialya. Tutti i soccorritori furono massacrati da una forza esterna.

## Storia
I The Scientific and Technological Advanced Research Laboratories furono fondati da uno scienziato di nome Robert Meersman, che voleva una catena mondiale di laboratori di ricerca non connessi al governo o ad altri interessi commerciali. Non vi riuscì solo su scala nazionale, ma anche in quella internazionale: i Laboratori S.T.A.R. possiedono tuttora delle sedi in Canada, Europa, Australia e Giappone, così come negli Stati Uniti, con un numero di locali totale di 20 o 30 all'ultimo conto eseguito.

## Luoghi
Una lista incompleta di sedi conosciute della S.T.A.R. Labs e degli obiettivi delle loro ricerche, qualora noti, comprende:
- Austin (Texas)
- Central City, Missouri
- Chicago, Illinois: specializzata in ricerca e tecnologia
- Detroit, Michigan: specializzata in ricerca fisica. Chiusa nel 2004.
- Fawcett City: specializzata in ricerca extraterrestre
- Gotham City: specializzata in armi
- Keystone City, Kansas
- Los Angeles, California: specializzata in genetica e controllo delle malattie
- Melbourne, Australia
- Metropolis (Queensland Park Borough, vicino al Porto di Metropolis Harbor): specializzata in biologia marina
- Metropolis (branca centrale, New Troy Island): impianto d'allacciamento per tutti gli altri
- Missoula County, Montana
- New York, New York: specializzata in ricerca e tecnologia
- Palo Alto, impianto farmaceutico e medicinale
- Phoenix, Arizona: specializzata in meteorologia e disastri naturali
- Pittsburgh, Pennsylvania, deposito radioattivo e centri di sperimentazione
- Salt Lake City, Utah: specializzata in fisica
- San Diego, California: specializzata in ricerca chimica
- San Francisco, California: specializzata nello studio dei Metaumani
- Seattle, Washington: specializzata nello studio della psicologia e delle menti psioniche.
- Toronto, Canada
- Wichita, Kansas, specializzata in robotica

## Altri media

### Televisione
- I Laboratori S.T.A.R. comparvero nell'episodio "The Hunter" della serie animata Superman.
- Nella serie TV Flash, la Dr.ssa Tina McGee (Amanda Pays), la scienziata che aiuta Barry Allen (John Wesley Shipp) ad adattarsi alla super velocità che fa di lui Flash, lavora per i Laboratori S.T.A.R.
- In Smallville, Winslow Schott è uno scienziato inventore dei Laboratori S.T.A.R. che fu assunto da Oliver Queen per lavorare nelle Queen Industries.
- In Lois & Clark - Le nuove avventure di Superman, si fa spesso riferimento ai Laboratori S.T.A.R. come fonte di informazioni scientifiche. Ottennero molta più importanza con l'introduzione del Dr. Bernard Klein dei Laboratori S.T.A.R. come personaggio ricorrente dalla terza stagione in poi. Il Dallas City Hall fu utilizzato come lato esterno dei Laboratori S.T.A.R. durante la serie.
- In Le avventure di Superman, i Laboratori S.T.A.R. avevano lo stesso ruolo che ricoprivano in Lois & Clark, a parte il fatto che lo scienziato ricorrente era il Professor Hamilton. Gli S.T.A.R. comparvero anche nella serie animata Justice League Unlimited, e furono brevemente menzionati in Batman (si vide il nome dei laboratori su uno dei monitor di Batman).
- I Laboratori S.T.A.R. furono anche menzionati nella serie animata Teen Titans, come gli inventori del "Maximum 7", un chip che Cyborg utilizza per aggiornarsi, menzionato nella puntata "Overdrive".
- I Laboratori S.T.A.R. comparvero anche nella serie animata Krypto the Superdog.
- Si può notare un furgone con la scritta "S.T.A.R. Labs" alla fine della puntata "Invasion of the Secret Santas" della serie animata Batman: The Brave and the Bold. Uomini mascherati dei Laboratori caricavano i pezzi rimanenti di Red Tornado nel furgone per ripararli. Nella puntata "The Color of Revenge", una sede dei Laboratori S.T.A.R. presente a Blüdhaven venne attaccata da Crazy Quilt quando giunse a rubare l'Amplificatore dell'Emissione Stimolata della Luce.
- Gli S.T.A.R. Labs diventano parte integrante della trama dalla seconda stagione della serie TV Arrow prodotta dalla CW, incentrata sul personaggio DC Comics Green Arrow, e sono legati alla comparsa di Barry Allen/Flash.
- Sono inoltre l'ambientazione di una delle prime missioni del videogioco Justice League Heroes, dove i personaggi giocabili sono Batman e Superman e dove compare per la prima volta nel gioco Brainiac, l'androide acerrimo rivale dell'Uomo d'Acciaio che si rivelerà essere poi una delle tante copie robot del villain originale, nascosto in un covo.

### Cinema
- Nel primo film del DC Extended Universe (DCEU) L'uomo d'acciaio, reboot di Superman, sono presenti numerosi riferimenti ad elementi del DC Universe non prettamente appartenenti alla mitologia dell'eroe kryptoniano. Oltre ai riferimenti a Supergirl e Batman, vi è un importante riferimento ai Laboratori S.T.A.R.: alla massiccia presenza dell'esercito, infatti, si unisce, come membro scientifico, il ricercatore Emil Hamilton, che per primo avvista l'anomala navicella spaziale di Zod, verificando che il corpo corregge la rotta e non può essere naturale; lo scienziato è notoriamente legato ai Laboratori S.T.A.R. e questo riferimento si può collegare a Cyborg, l'eroe afroamericano che nasce proprio in questo centro di ricerca e che nell'universo riavviato The New 52 è uno dei membri fondatori della Justice League. Il riferimento dunque può considerarsi come un accenno ai piani futuri di DC/Warner Bros. per il cinema, intenzionati a produrre al più presto un film corale incentrato sulla squadra di eroi DC. In una delle featurette del film, inoltre, lo sceneggiatore David S. Goyer ha dichiarato che la scelta di inserire Hamilton era più corretta: a sua detta, infatti, serviva uno scienziato e sarebbe stato molto logico utilizzarne uno noto, importante e già conosciuto, piuttosto che reinventarlo, in modo che in futuro possa eventualmente fare da traino per futuri progetti filmici.